# ما بعد الوفاة (رواية)
ما بعد الوفاة هي الرواية الأولى للكاتبة باتريشيا كورنويل. الكتاب الأول من سلسلة الدكتورة كاي سكاربيتا [الإنجليزية]، حصل الكتاب على جائزة إدغار لأفضل رواية أولى عام 1991.

## الشخصيات
- كاي سكاربيتا [الإنجليزية] - كبير الفاحصين الطبيين.
- بينتون ويسلي - رجل في مكتب التحقيقات الفيدرالي.[1]
- دوروثي فارينيلي - أخت كاي وأم لوسي التي تعيش في ميامي.[2]
- لوسي فارينيلي - ابنة أخت كاي البالغة من العمر 10 سنوات.[3]
- بيت مارينو - رقيب مباحث في قسم شرطة ريتشموند.[4]
- نورمان تانر - مدير السلامة العامة.
- آبي تورنبول - مراسل يحصل على معلومات داخلية عن جرائم القتل.
- ألفين أمبورجي - مفوض المقاطعة ورئيس كاي. إنه من ولاية كارولينا الشمالية وعمل سابقًا في ساكرامنتو، كاليفورنيا.
- بيل بولتز - محامي الكومنولث.
- مات بيترسن - زوج لوري بيترسن.
- روي ماكوركل (Mr Nobody) - القاتل المتسلسل، يحصل على معلومات القتيلات من خلال وظيفته كمشغل خط ساخن.

### الضحايا
- بريندا ستيب، معلمة في مدرسة كوينتون الابتدائية.
- باتي لويس، كاتبة تنحدر من عائلة ثرية في وادي شيناندواه.
- سيسيل تايلر، موظفة استقبال في مجتمع مالي
- لوري آن بيترسن، جراحة أرادت التخصص في الجراحة التجميلية.
- حنّا ياربورو - أخت آبي تورنبول.

## المواضيع الرئيسية
البحث عن قاتل متسلسل ماهر وغامض "Mr Nobody".

## الأهمية الأدبية والنقد
هي الرواية الأولى لباتريشيا كورنويل، نُشرت في عام 1990، كانت في البداية الشخصية كاي سكاربيتا [الإنجليزية] ذكورية ولكن استبدلت إلى شخصية أنثوية، بناءً على نصيحة المحررين في دار ميتريوس برس [الإنجليزية]. حققت الرواية نجاحاً كبيراً وحصلت على العديد من الجوائز الأدبية.

## جوائز و ترشيحات
حصلت باتريشيا كورنويل على جوائز إدغار وكريسي وأنطوني وماكافيتي وجائزة المغامرة الفرنسية.

## إشارات إلى الحياة الواقعية
- ريتشموند, حيث تدور أحداث القصة في الغالب
  - مطار ريتشموند الدولي
  - جينتر بارك (منزل سيسيل تايلر)
  - الشارع الرئيسي (البوتيك)
  - مبنى جيمس مونرو (حيث يعمل أمبورجي)
  - جامعة فرجينيا كومونولث
  - ويست إند (منزل الدكتورة كاي سكاربيتا)
- مونتيسيلو
- شارلوتسفيل، حيث التحق زوج لوري بيترسن بالجامعة للحصول على درجة الدكتوراه في الأدب الأمريكي
  - جامعة فرجينيا، حيث يعمل الدكتور سبيرو فورتوسيس
- ويليامزبرغ
- مقاطعة كولومبيا
  - مركز الحقوق في جامعة جورجتاون
- تشابل هيل (كارولاينا الشمالية)
- بالتيمور، كلية الطب بجامعة جونز هوبكنز
- نيو أورلينز، الحي الفرنسي (جولة مسرحية صيفية لزوج لوري بيترسن عندما يكون قد ارتكب جريمة اغتصاب)
- نيويورك
- جامعة كورنيل
- والثام، ماساتشوستس (حيث وقعت جرائم قتل مماثلة)
- جامعة هارفارد (حضرها زوج لوري بيترسن كطالب جامعي )
  - كلية الطب بجامعة هارفارد (حضرها لوري بيترسن)
- ميامي (المدينة التي ولدت فيها الدكتورة كاي سكاربيتا والتي عادت إليها بعد الطلاق)
  - حوض أسماك ميامي
  - سوق بايسايد
  - بستان جوز الهند
- كورال جابلز، فلوريدا (يعمل صديق الدكتورة كاي سكاربيتا هنا كقاضي في محكمة محلية)
- إيفرجلادز
- غابة القرد
- خليج بيسكاين
- هياليه (فلوريدا)
- مقاطعة ميكلينبرغ (فيرجينيا)
- كولونيل هايتس
- فريدريكسبورغ (فرجينيا)
- مقاطعة جيمس سيتي
- شيكاغو (صديق جيد للدكتورة كاي سكاربيتا يعمل هنا)